# SV Germania 1903 Stolp
SV Germania 03 Stolp was een Duitse voetbalclub uit de Pommerse stad Stolp, dat tegenwoordig het Poolse Słupsk is.

## Geschiedenis
De club werd opgericht in 1903. In 1908 speelde de club de finale om de titel van Danzig-Stolp die ze verloren van BuEV Danzig. In 1913 werd de club kampioen van het district Stolp/Köslin en plaatste zich zo voor de Baltische eindronde, waarin de club met 7-0 verloor van BuEV Danzig. Na de Eerste Wereldoorlog ging de club in de competitie Lauenburg/Stolp spelen. In 1921 plaatste de club zich voor de Pommerse eindronde en werd daarin voor SV 1910 Kolberg verslagen. De volgende deelname aan de Pommerse eindronde kwam er in 1925 toen de club won van Phönix Köslin en in de halve finale gewipt werd door Titania Stettin. Hierna plaatste de club zich niet meer voor de eindronde. Vanaf 1930 was de competitie van Lauenburg/Stolp een onderdeel van de Grensmarkse competitie. Germania degradeerde in 1931. Na één seizoen promoveerde de club terug en werd derde.
Na dit seizoen werd de Gauliga ingevoerd als hoogste klasse, waar de club zich net voor kwalificeerde. Germania ging in de oostelijke groep van de Gauliga Pommern spelen. Stadsrivaal Viktoria Stolp domineerde de competitie. Na vier seizoenen werden de twee groepen samengevoegd in één groep van tien clubs. De club bleef in de subtop meedraaien. Door het uitbreken van de Tweede Wereldoorlog werd in het seizoen 1939/40 de Gauliga opnieuw opgesplitst. Voor het eerst kon de club boven Viktoria eindigden en werd zelfs groepswinnaar. In de finale om de titel speelde de club tegen VfL Stettin. In Stettin verloor de club met 2-1 en thuis wonnen ze met 1-0. Er kwam nog een derde beslissende wedstrijd die met 5-2 verloren werd.
Ook het volgende seizoen werd de club groepswinnaar, maar in de Pommerse finale kregen ze een 1-11 pandoering van LSV Stettin. Hierna behaalde de club geen noemenswaardige resultaten meer.
Na de Tweede Wereldoorlog werd Stolp een Poolse stad en werd de voetbalclub opgeheven.

## Palmares
Kampioen Stolp/Köslin
1913
Kampioen Lauenburg/Stolp
1921, 1925